# Памятник героям

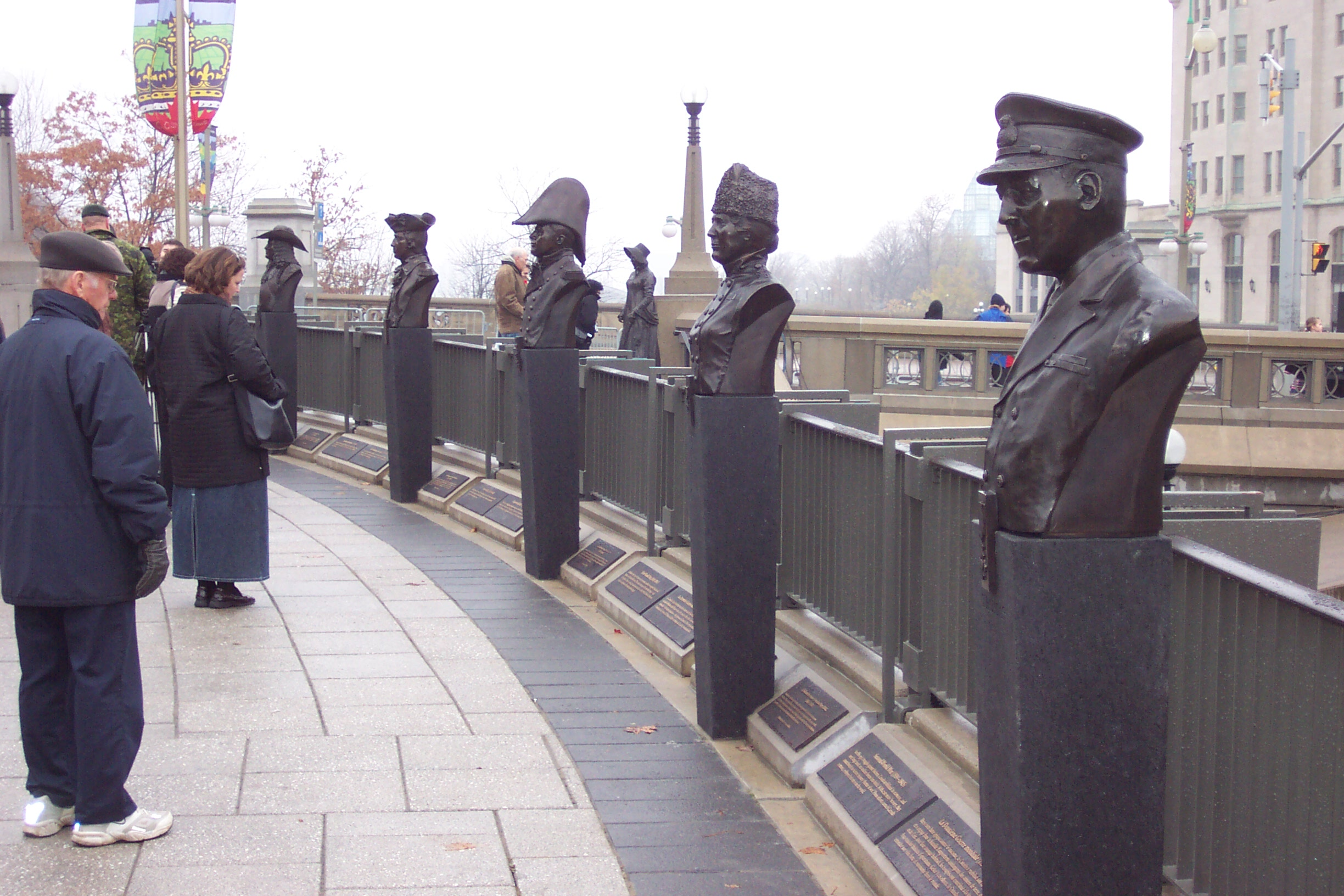
Пять бюстов на западной стороне мемориала представляют 5 периодов войн, в которых участвовала Канада.

Памятник героям, англ. Valiants Memorial, или Мемориал доблестных, фр. Monument aux Valeureux — военный памятник, установленный в центре г. Оттава в память о ключевых фигурах военной истории Канады. Располагается на северной периферии площади Конфедерации, между ней и мостом через канал Ридо.
Монумент состоит из 9 бюстов и 5 статуй в полный рост, все в натуральную величину. Статуи выполнили скульпторы Марлин Хилтон Мур и Джон Мак-Юэн. Все статуи и бюсты установлены у Лестницы сапёров — подземного перехода у северо-восточного угла площади Конфедерации, прилегающего к Национальному военному мемориалу. Стена у лестницы украшена изречениями из «Энеиды» Вергилия: Nulla dies umquam memori vos eximet aevo, «Никогда не наступит день, что сотрёт вас из памяти времени». Монумент открыла генерал-губернатор Микаэль Жан 5 ноября 2006 г.

## Персонажи

### Новая Франция(1534—1763)
| Герой                   | Тип    | Изображение | Подвиг                                     |
| ----------------------- | ------ | ----------- | ------------------------------------------ |
| Граф де Фронтенак       | бюст   |             | губернатор Новой Франции                   |
| Пьер Ле Муан д’Ибервиль | статуя |             | землепроходец, исследователь Новой Франции |

### Война за независимость США(1775—1783)
| Герой                       | Тип    | Изображение | Подвиг                                                |
| --------------------------- | ------ | ----------- | ----------------------------------------------------- |
| Тайенданегеа (Джозеф Брант) | статуя |             | предводитель ирокезов, воевавших на стороне лоялистов |
| Джон Батлер                 | бюст   |             | предводитель партизан, воевавших на стороне лоялистов |

### Англо-американская война(1812—1815)
| Герой                                            | Тип    | Изображение | Подвиг                                                                                              |
| ------------------------------------------------ | ------ | ----------- | --------------------------------------------------------------------------------------------------- |
| Генерал-майор сэр Айзек Брок, рыцарь Ордена Бани | бюст   |             | генерал, погибший в битве при Квинстон-Хайтс                                                        |
| Шарль де Салаберри                               | статуя |             | командир ополченцев, отбил наступление американцев на Монреаль                                      |
| Лора Секорд                                      | статуя |             | предупредила англичан о приближающихся силах американцев, что помогло выиграть битву при Бивер-Дэмс |

### Первая мировая война(1914—1918)
| Герой                                                                        | Тип    | Изображение | Подвиг                                                            |
| ---------------------------------------------------------------------------- | ------ | ----------- | ----------------------------------------------------------------- |
| Джорджина Поуп                                                               | бюст   |             | медсестра, служившая во время англо-бурской и Первой мировой войн |
| Генерал сэр Артур Карри, орден Святого Михаила и Святого Георгия, Орден Бани | статуя |             | командующий Канадским корпусом на Западном фронте                 |
| Капрал Джозеф Кейбл, Крест Виктории, Воинская медаль                         | бюст   |             | погиб на поле боя, уничтожив несколько немецких солдат            |

### Вторая мировая война(1939—1945)
| Герой                                                                   | Тип  | Изображение | Подвиг                                                                 |
| ----------------------------------------------------------------------- | ---- | ----------- | ---------------------------------------------------------------------- |
| Лейтенант Роберт Хэмптон Грей, крест Виктории, крест за отличную службу | бюст |             | погиб 9 августа 1945 г. при атаке на японский корабль                  |
| Капитан Уоллес Томас, орден Британской империи                          | бюст |             | командир корабля «Императрица Шотландии»                               |
| Майор Поль Трике, крест Виктории, медаль Канадских сил                  | бюст |             | в 1943 г. прорвал с группой солдат оборону противника при Каса-Берарди |
| Лётчик Эндрю Минарски, крест Виктории                                   | бюст |             | погиб, пытаясь спасти члена экипажа из подбитого самолёта              |